# Пуститися берега
«Пуститися берега» (англ. Breaking Bad) — культовий американський драматичний телесеріал, написаний та продюсований Вінсом Ґілліґаном. Продюсерами шоу стали Sony Pictures Television. Серіал транслювався в США й Канаді на кабельному телеканалі АМС. Серіал номінувався на «Еммі» й виграв по дві номінації у 2008, 2009 і 2010 роках, включно з престижною «Найкращий актор драматичного серіалу». Перша серія першого сезону вийшла в ефір 20 січня 2008 року. Усього серіал складається з п'яти сезонів. 29 вересня 2013 року вийшов останній епізод.
Дія серіалу відбувається в Альбукерке, штат Нью-Мексико. «Пуститися берега» — це історія Волтера Вайта (Браян Кренстон), шкільного вчителя хімії, якому діагностують невиліковний рак легенів на початку серіалу. Він зривається й пускається берега, бажаючи фінансово забезпечити майбутнє своєї родини, виробляє метамфетамін, який продає його колишній учень Джессі Пінкман (Аарон Пол).

## Виробництво
Серіал було знято поблизу Альбукерке, штат Нью-Мексико.
Мережа AMC замовила дев'ять серій у першому сезоні (включно з пілотною), однак через страйк Американської гільдії сценаристів вийшло лише сім.
Виконавець головної ролі Браян Кренстон сказав в інтерв'ю, що «breaking bad» («пуститися берега») — «південний коллоквіалізм, який означає, що хтось збився з дороги і почав займатися поганими справами. Це може бути тільки один день, а може і ціле життя».
Повідомлялося, що виробництво кожної серії обходилось у 3 мільйони доларів. Така сума вважається великою для програми кабельного телебачення.

### Хімічні елементи в титрах
У титрах з'являються елементи Періодичної системи зеленого кольору (наприклад, Br і Ba — бром і барій у «Breaking Bad»). Титри на початку шоу продовжуються за тим самим принципом, переважно включаючи один хімічний елемент у кожному імені. Більшість із знаків є реальними хімічними елементами, крім Ch в імені Michael, що є просто буквосполученням.
У титрах також з'являється хімічна формула метамфетаміну (C10H15N), що повторюється кілька разів у кожному кадрі.
Число 149,24 також повторюється у вступі і є молекулярною масою молекули метамфетаміну.

### Онлайн-реклама
Реклама третього сезону містила інтерактивний рольовий комікс «Розслідування», що знаходився на АМС-сайті «Пуститися берега». У грі користувачі виконували ролі свояка Волтера Вайта, агента Генка Шрейдера, який розслідує справу про вбивство і торгівлю зброєю.
Реклама третього сезону також включала докладний вебсайт, присвячений персонажу Боба Оденкірка — адвокату Солу Ґудману. На сайті можна було знайти юридичні поради, новинки моди та відгуки клієнтів. Він знаходився за адресою www.bettercallsaul.com. Для другого сезону була розроблена маркетингова кампанія, у якій користувачі могли познайомитися з Волтом від першої особи. Її можна було знайти на www.waltswarning.com. Доброчинний вебсайт, створений Волтером-молодшим для Волтера Вайта — www.savewalterwhite.com . Змінне онлайн-відео слугувало рекламою першого сезону. Користувачі отримували повідомлення з вебкамери Волта, у якому той переконував їх, що жити потрібно на повну, після чого відмічав їхні імена у списку. Це відео можна було знайти на www.waltswisdom.com .

## Актори та персонажі

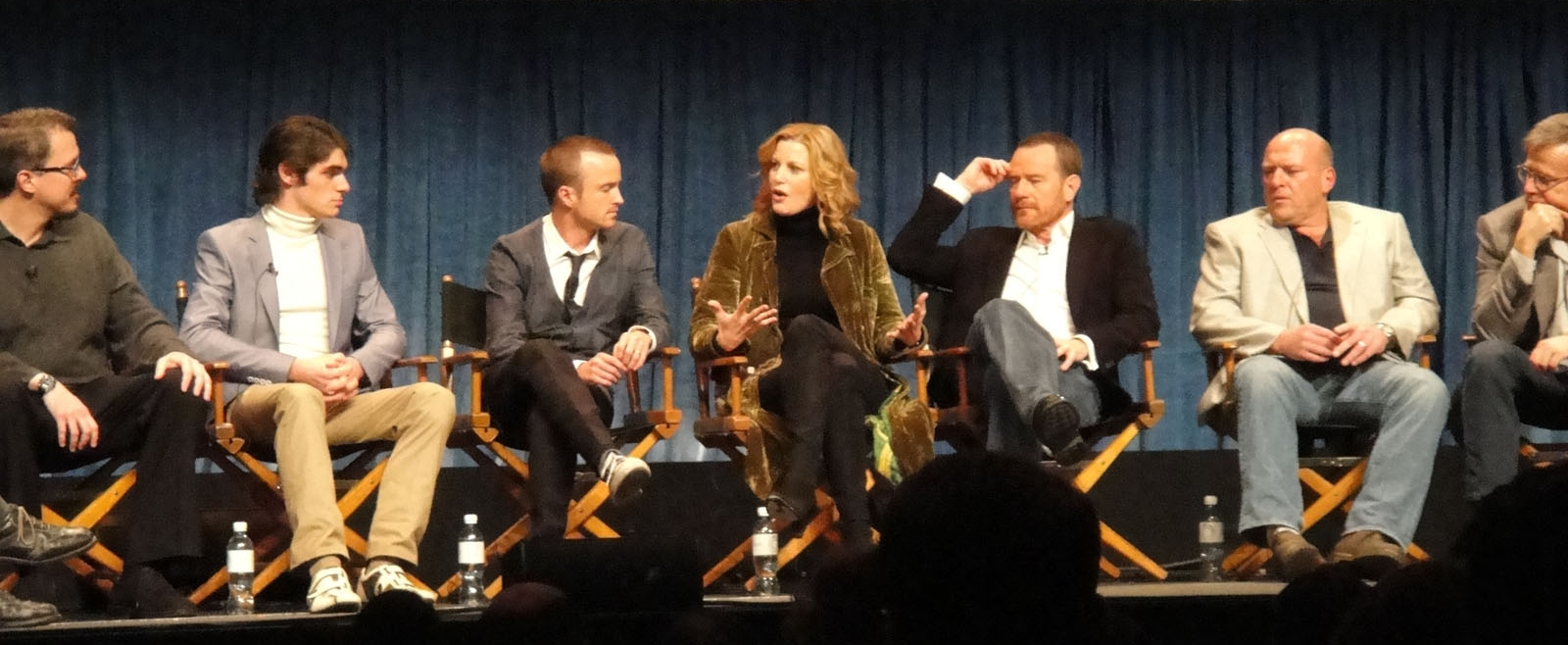
Актори та творці серіалу Пуститися берега: творець Вінс Ґілліґан, Ер-Джей Мітт (Волтер мол.), Аарон Пол (Джессі Пінкмен), Анна Ганн (Скайлер Вайт), Браян Кренстон (Волтер Вайт), Дін Норріс (Генк) та продюсер Марк Джонсон.

- Браян Кренстон — Волтер Вайт — головний герой серіалу, хімік за професією, викладає хімію в середніх класах. На початку серіалу Вайту виповнюється 50 років, йому діагностують неоперабельний рак легенів в термінальній стадії. Для забезпечення фінансового майбутнього сім'ї йде на виготовлення метамфетаміну та декілька вбивств. Волтер Вайт дуже схожий на реального наркобарона Пабло Ескобара, біографія якого стала ідеєю для сюжету серіалу.
- Анна Ганн — Скайлер Вайт — дружина Волтера, домогосподарка, вагітна другою дитиною (стать і ім'я якої розкриваються у другій і сьомій серії першого сезону відповідно). Молодша від свого чоловіка більш ніж на 10 років.
- Аарон Пол — Джессі Пінкмен — колишній учень Волтера, а нині партнер по наркобізнесу. Сам проживає в будинку померлої тітки через розбіжності з батьками. Протягом серіалу проходить стадію дорослішання, з часом стає розважливим і холоднокровним. Джессі вкрай негативно ставиться до насильства, особливо до вбивств.
- ЕрДжей Мітт — Волтер Вайт молодший — син Волтера й Скайлер, страждає від дитячого церебрального паралічу, звичайний підліток
- Дін Норріс — Генк Шрейдер — співробітник Управління боротьби з наркотиками (УБН), а також свояк Волтера: одружений із сестрою Скайлер, Марі. Поєднує в собі грубі манери та високий професіоналізм, а іноді виявляє хороше знання психології в справах, що стосуються професії та сім'ї. Цікавий факт: під час роботи над серіалом Дін Норріс з'явився в ролі співробітника УБН сержанта Дона Гендрерсона в іншому телесеріалі — «Менталіст» (епізод 4.08 Pink Tops, 17 листопада 2011).[3]
- Бетсі Брандт — Марі Шрейдер — сестра Скайлер, співробітниця лабораторії рентгенографії. Пряма й нетовариська людина, намагається вилікуватися від клептоманії.
- Боб Оденкірк — Сол Ґудман — справжнє прізвище Мак-Ґілл, адвокат Волтера й Джессі (з 8 серії 2 сезону). Володіє великими зв'язками в кримінальному світі. Всіляко допомагає головним героям.
- Джанкарло Еспозіто — Ґуставо «Ґас» Фрінґ — власник мережі закусочних Los Pollos Hermanos і метамфетамінової лабораторії. Фактично роботодавець Пінкмана і Волтера. Має давню ворожнечу з картелем через убивство свого найкращого друга. Жорстокий, холоднокровний, розумний і розважливий чоловік. Має хорошу репутацію в УБН і поліції.
- Джонатан Бенкс — Майк Ермантрауд — колишній поліцейський і начальник охорони в мережі закусочних Los Pollos Hermanos, а також головна довірена особа Ґуса Фрінґа. Виконував дуже багато різної роботи для Фрінґа, від поїздок за грошима до вбивств ворогів Ґаса.

## Тематика та символи

### Моральні наслідки
В інтерв'ю газеті Нью-Йорк Таймс, творець Вінс Ґілліґан сказав, що основний урок серіалу — це те, що «дії мають наслідки». Він детально зупинився на філософії шоу:
|  | Якщо релігія є реакцією людини, і нічим більшим, то мені здається, що вона представляє жагу до покарання злочинців. Мені ненависна ідея Іді Аміна, який жив у Саудівській Аравії останні 25 років свого життя. Мене дратує це до нескінченості. Я відчуваю якусь необхідність біблійної відплати, або справедливості, або чогось іще. Мені подобається вірити, що існує якась відплата, що карма повернеться до тебе в якийсь момент, навіть якщо для цього потрібні десятиліття. Моя подруга сказала цю річ, яка стала для мене філософією: 'Я хочу вірити, що небеса існують. Але я не можу не вірити, що є пекло.' |

Чак Клостерман сказав, що в частині вивчення шоу в порівнянні з серіалами Клан Сопрано, Божевільні та Дроти, Пуститися берега «побудований на незручній передумові того, що є неспростовна відмінність між тим що правильно, а що ні, і це — єдине, у чому персонажі мають реальний контроль над тим, як вони хочуть жити.» Клостерман додав, що центральним питанням серіалу є те, «що робить людину 'поганою' — її дії, її мотиви, чи її свідоме рішення бути поганою особою?» Він дійшов висновку, що в світі серіалу «добро і зло є просто складним вибором, який не відрізняється від будь-якого іншого.»
Росс Даузет з Нью-Йорк Таймс, у відповідь на коментарі Клостермана, порівняв Пуститися берега і Клан Сопрано, сказавши, що обидва серіали є «моральними п'єсами», які «досліджують питання моральної свободи волі». Даузет сказав, що Волтер Вайт і Тоні Сопрано «представляють віддзеркалення проблем зла, прокляття та почуття свободи». Волтера — як людину, яка «свідомо відмовляється від світла заради темряви», а Тоні — «того, хто народився й виріс в темряві» і повертає собі «можливість видряпати шлях до світла».
Ґілліган дав зрозуміти, що в п'ятому сезоні будуть натяки на відтінки чорного гумору.

### Рожевий плюшевий ведмедик
Мотивом в межах другого сезону є образ пошкодженого плюшевого ведмедика і його зниклого ока. Ведмедик уперше з'являється у кінці кліпу «Fallacies» гурту Джессі «TwaüghtHammër», який вийшов у вебепізоді в лютому 2009 року, супровідного до другого сезону.

### Волт Вітмен
Ім'я Волтера Вайта нагадує поета Волта Вітмена, що відіграло важливу роль у сюжеті, аж до середини фінального п'ятого сезону. У кінці серії «Той, що летить над усім» показано 271-шу поему зі збірки Вітмена «Листя трави», книги, яка займає важливу нішу у серіалі. У попередніх сезонах Гейл Ботікер дав Волту копію книги, яка неодноразово була показана відтоді. До того як подарувати книгу, Ботікер, як завзятий прихильник творчості поета, декламує «When I Heard the Learn'd Astronomer» — одну з поем знайдених у збірці. В епізоді «Отвори від куль» Хенк знаходить ініціали В. В. (англ. W.W.), записані в нотатках Ботікера, і кепкує над Волтом, що це його ініціали, хоча Волт швидко приписує їх до Вітмена.

## Список епізодів
| Сезон | Сезон   | Кількість епізодів | Прем'єра першого епізоду | Прем'єра останнього епізоду | Дата виходу DVD   | Дата виходу DVD   | Дата виходу DVD   | Дата виходу Blu-ray Disc | Дата виходу Blu-ray Disc | Дата виходу Blu-ray Disc |
| Сезон | Сезон   | Кількість епізодів | Прем'єра першого епізоду | Прем'єра останнього епізоду | Регіон 1          | Регіон 2          | Регіон 4          | Регіон A                 | Регіон B                 | Регіон C                 |
| ----- | ------- | ------------------ | ------------------------ | --------------------------- | ----------------- | ----------------- | ----------------- | ------------------------ | ------------------------ | ------------------------ |
|       | 1       | 7                  | 20 січня 2008            | 9 березня 2008              | 24 лютого 2009    | 14 грудня 2009    | 8 липня 2009      | 16 березня 2010          | 2 листопада 2011         | Н/Д                      |
|       | 2       | 13                 | 8 березня 2009           | 31 травня 2009              | 16 березня 2010   | 26 липня 2010     | 8 лютого 2010     | 16 березня 2010          | 2 листопада 2011         | Н/Д                      |
|       | 3       | 13                 | 21 березня 2010          | 13 червня 2010              | 7 червня 2011     | 19 травня 2011    | 24 листопада 2010 | 7 червня 2011            | 2 листопада 2011         | Н/Д                      |
|       | 4       | 13                 | 17 липня 2011            | 9 жовтня 2011               | 5 червня 2012     | 22 березня 2012   | 28 березня 2012   | 5 червня 2012            | 13 червня 2012           | Н/Д                      |
|       | 5 (ч.1) | 8                  | 15 липня 2012            | 2 вересня 2012              | 4 червня 2013     | 3 червня 2013     | 6 червня 2013     | 4 червня 2013            | 3 червня 2013            | Н/Д                      |
|       | 5 (ч.2) | 8                  | 11 серпня 2013           | 29 вересня 2013             | 26 листопада 2013 | 25 листопада 2013 | 28 листопада 2013 | 26 листопада 2013        | 25 листопада 2013        | Н/Д                      |

### Перший сезон (2008)
Планувалося, що перший сезон міститиме дев'ять епізодів, але через Страйк Гільдії сценаристів США було відзнято тільки сім епізодів. Прем'єра першого сезону відбулася 20 січня 2008 року, а остання серія закінчилась 9 березня 2008 року. Повний перший сезон вийшов на DVD для Регіону 1 24 лютого 2009 і на Blu-ray для Регіону А 16 березня 2010.
Шкільний вчитель хімії, Волтер Вайт (Браян Кренстон) дізнається, що є невиліковно хворим на рак легень, та вдається до торгівлі наркотиками для того, щоб забезпечити вагітну дружину та сина-інваліда. Бувши на розслідуванні разом зі своїм свояком, агентом УБН Генком (Дін Норріс), він зустрічає колишнього учня Джессі Пінкмена (Аарон Пол), який тікає з нарколабораторії. Згодом Волтер зустрічається з ним та розробляє схему виготовлення та розповсюдження метамфетаміну, щоб платити за своє лікування й забезпечувати сім'ю.

### Другий сезон (2009)
7 травня 2008 року AMC оголосило, що серіал продовжено на другий сезон, який міститиме 13 серій. Виробництво розпочалося в липні 2008 року, а прем'єра сезону стартувала 8 березня 2009 року і завершилася 31 травня 2009 року. Повний другий сезон вийшов на DVD для Регіону 1 і на Blu-ray для Регіону А 16 березня 2010.
Волтера дедалі більше затягує світ торгівлі метамфетамінами. Проте він постійно стикається з усе більшою кількістю проблем. Друга Джессі Борсука (Метт Ел. Джонс), заарештували за продаж метамфетаміну. Щоб визволити його з в'язниці, Волтер і Джессі змушені найняти адвоката Сола Ґудмана (Боб Оденкірк). Вони їдуть у пустелю на своєму фургоні, щоб виробляти метамфетамін протягом чотирьох днів. Пізніше Комбо, інший друг і дилер Джессі, був застрелений бандою конкурентів за те, що вони полізли на їхню територію. Сол пропонує їм знайти іншу модель розповсюдження товару. Протягом усього цього Джессі знайомиться з дочкою власника будинку, який він винаймає, Джейн (Крістен Ріттер), яка бореться з залежністю від героїну. Сол знаходить їм нового бізнес-партнера — Ґаса Фрінґа (Джанкарло Еспозіто), який готовий заплатити 1,2 млн. $ за 38 фунтів їхнього матамфетаміну. Волтер дуже поспішає, щоб доставити продукт вчасно, через що пропускає народження власної дочки. Волт відвідує дім Джессі і бачить, як Джейн блює уві сні, але нічого не робить, щоб врятувати її. Скайлер починає розуміти, що з Волтером відбувається щось не те, тому вона починає розбирати по шматочках його таємне життя.

### Третій сезон (2010)
Прем'єра третього сезону американської телевізійної драми Пуститися берега відбулася 21 березня 2010 року. Показ нових епізодів тривав до 13 червня 2010 року. Він складався з 13 епізодів. Повний третій сезон вийшов на DVD для Регіону 1 і на Blu-ray для Регіону А 7 червня 2011.
Альбукерке в шоці після зіткнення в повітрі, що сталось у кінці другого сезону. Волтер та Скайлер розходяться, а Джессі знаходиться в центрі реабілітації після смерті Джейн. Волт вважає, що зможе врятувати сім'ю, якщо розкаже Скайлер правду, але, попри це, вона вимагає розлучення. Ґас Фрінґ (Джанкарло Еспозіто) робить Волтеру пропозицію — 3 мільйони доларів за 3 місяці роботи. Він навіть пропонує йому найсучасніше виробниче обладнання та блискучого лаборанта — Гейла (Девід Костабіль). Джессі продовжує сам виготовляти мет, а тим часом Хенк збирає проти нього докази. Джессі погрожує здати Волтера поліції, якщо його заарештують, але Волт натомість пропонує йому зайняти місце Гейла в лабораторії. Після прийняття пропозиції, Джессі починає красти мет в лабораторії і продає його на вулиці. У нього зав'язуються стосунки з жінкою, яку він зустрів у групі реабілітації і він дізнається, що її молодший одинадцятирічний брат є одним з вуличних торговців Ґаса, і це саме він застрелив Комбо. Джессі вирішує помститись за Комбо. Волтер намагається вберегти Джессі від гніву Ґаса, через що він втрачає його довіру. Ґас пропонує Гейлу взяти на себе управління лабораторією і наказує своїм людям убити Волтера та Джессі. Коли люди Ґаса викрали Волтера, він дзвонить до Джессі і каже йому вбити Гейла, адже тоді у Ґаса не залишиться хіміка, і він не зможе вбити його та Джессі.

### Четвертий сезон (2011)
14 червня 2010 AMC оголосив, що серіал Пуститися берега буде продовжено на четвертий сезон, який складатиметься з 13 епізодів. Виробництво почалось у січні 2011, а прем'єра сезону відбулася 17 липня 2011 року. Показ нових епізодів тривав до 9 жовтня 2011 року. Спочатку були випущені чотирихвилинні мініепізоди, але вони не увінчалися успіхом. Сезон складається з 13 епізодів. Повний третій сезон вийшов на DVD для Регіону 1 і на Blu-ray для Регіону А 5 червня 2012 року.
Джессі дотримується інструкцій Волтера та вбиває Гейла. Ґас вирішує покарати їх шляхом застосування строгої політики в лабораторії. Він також намагається розсварити Волта й Джессі, доручаючи їм різні роботи. В той час, як Волтер працює в лабораторії, Джессі супроводжує Майка (Джонатан Бенкс) — одного з людей Ґаса. Волт і Джессі дедалі більше віддаляються один від одного. Хенк, який вже оговтався від поранення, знаходить докази причетності Ґуса до вбивства Гейла. Він вважає, що Ґас є великим дистриб'ютором наркотиків і починає шукати речові докази для висунення звинувачень. Ґас розуміє, що тісні зв'язки Волтера з Хенком можуть поставити під загрозу всю операцію. Він вивозить Волтера в пустелю, та погрожує вбити всю його сім'ю. Джессі і Волтер відкладають вбік всі свої розбіжності та погоджуються вбити Ґаса. Вони переконують колишнього члена картелю Гектора Саламанку виступити в ролі смертника та підірвати бомбу. Гектору вдається вбити себе, Ґаса та його поплічника Тайруса. Волтер та Джессі знищують лабораторію і Волт заявляє своїй дружині: «Я переміг».

### П'ятий сезон (2012-13)
14 серпня 2011 AMC оголосило, що серіал Пуститися берега продовжили на п'ятий і останній сезон, який складатиметься з 16 епізодів. П'ятий сезон розділений на дві частини, кожна з яких складається з 8 епізодів. Прем'єра першої половини відбулася 15 липня 2012 року, тоді як прем'єра другої — 11 серпня 2013 року. Останні дві серії фінального епізоду тривали довше від попередніх, а саме по 55 хв.

### Мінісерії
17 лютого 2009 року АМС та Соні створили мінісерії Пуститися Берега, дії у яких відбуваються перед першим сезоном та між першим і другими сезонами. Ці мінісерії є доступними на сайті АМС та Crackle.

## Відгуки та критика
На сайті Metacritic рейтинг першого сезону становить 74 бали зі 100, другого — 85 зі 100, третього — 89 зі 100, четвертого — 96 зі 100, п'ятого — 99 зі 100.
За даними The Hollywood Reporter, серіал «Пуститися берега» увійде до Книги рекордів Гіннеса 2014 як «серіал з найвищим рейтингом» після того, як він набрав 99 балів зі 100 на порталі Metacritic.
Останній епізод серіалу «Пуститися берега» подивилися понад 10,3 мільйона телеглядачів. Таким чином, фінальний епізод привернув найбільшу аудиторію за п'ять років існування цього серіалу. За телеаудиторією фінал поступився тільки завершальному епізоду третього сезону «Ходячих мерців», який у березні 2013 року зібрав 12,4 мільйона глядачів. Дані про аудиторію оприлюднила компанія Nielsen, що підраховує телерейтинги.
Серіал отримав величезну популярність в усьому світі не тільки у простих глядачів, а й прославлених персон: так, про нього високо відгукнувся письменник Стівен Кінг, сказавши, що це найкращий сценарій на ТБ. «Оскароносний» актор Ентоні Гопкінс настільки перейнявся проєктом, що написав окремий лист Брайану Кренстону, в якому зізнався, що «нічого подібного в житті не бачив». Акторську роботу Кренстона Хопкінс оцінив як «найвидатнішу в історії».

### Нагороди та номінації
Серіал є володарем численних нагород і номінацій, у тому числі сім Прайм-тайм премій «Еммі» і три номінації Премії «Еммі» за найкращий драматичний серіал. За образ Волтера Вайта, Браян Кренстон отримував Премію «Еммі» за найкращу чоловічу роль у драматичному телесеріалі три роки поспіль у 2008, 2009 і 2010 рр.. Кренстон також виграв Премію Асоціації телевізійних критиків за індивідуальні досягнення в драмі  в 2009 році і Satellite Award for Best Actor — Television Series Drama (Satellite Award for Best Actor – Television Series Drama) в 2008, 2009 і 2010, а також Critics' Choice Television Award for Best Drama Actor (Critics' Choice Television Award for Best Drama Actor) і Премію «Сатурн» за найкращу чоловічу телероль 2012 року. Аарон Пол отримав Премію «Еммі» за найкращу чоловічу роль другого плану у драматичному серіалі в 2010 і 2012 роках. Пол також отримав Премію «Сатурн» за найкращу чоловічу роль другого плану на телебаченні 2010 і 2012 року. За свою роботу над четвертим сезоном, Джанкарло Еспозіто виграв Critics' Choice Television Award for Best Drama Supporting Actor (Critics' Choice Television Award for Best Drama Supporting Actor). У 2010 і 2012 роках, серіал Пуститися берега виграв TCA Award for Outstanding Achievement in Drama (TCA Award for Outstanding Achievement in Drama). У 2009 і 2010 роках, виграв Премію «Супутник» за найкращий телесеріал — драма, разом з Премією «Сатурн» за найкращий телесеріал, зроблений для кабельного телебачення в 2010, 2011 і 2012 роках. 2012 року серіал здобув нагороду Writers Guild of America Award for Best Screenplay — Dramatic Series (Writers Guild of America Award for Best Screenplay – Dramatic Series). 2013 року серіал був номінований на Найкращий драматичний серіал і отримав чотири номінації за Найкращу Епізодичну драму за серії «Викуп», «Мертвий вантаж», «П'ятдесят один» та «Скажи моє їм'я» Премією Гільдії сценаристів США. В цілому, серіал виграв 35 нагород і був номінований на 117.

## Трансляція в Україні
В Україні 1-2 сезони серіалу у 2010—2011 роках відповідно показав телеканал «Інтер» у тайм-слоті 0:50 та 1:30 по буднях.
1-2 сезони було озвучено студією «Так Треба Продакшн» зі старим українським багатоголосим закадровим озвученням.
2016 року всі 5 сезонів українською показав телеканал «AMC Україна» (доступний ексклюзивно в пакетах провайдера «Воля»).
1-5 сезони було озвучено студією «Так Треба Продакшн» з новим українським багатоголосим закадровим озвученням.

## Українське закадрове озвучення

### Старе багатоголосе закадрове озвучення студії «Так Треба Продакшн» (1—2 сезони, 2010—2011)
- Ролі озвучували: Анатолій Пашнін, Юрій Гребельник, Дмитро Терещук і Наталя Поліщук

### Нове багатоголосе закадрове озвучення студії «Так Треба Продакшн» (1—5 сезони, 2016)
- Ролі озвучували: Юрій Гребельник, Дмитро Терещук, Олена Бліннікова і Наталя Поліщук

## Спін-офф
Восени 2013 року стало відомо, що творці серіалу вирішили створити спіноф, який отримав назву «Краще подзвоніть Солу» (Better Call Saul). Головний герой — адвокат Сол Ґудман (актор Боб Оденкірк); основні події відбуваються за кілька років до знайомства Ґудмана — який ще був Джимом Мак-Ґіллом — з героями серіалу «Пуститися берега».